# Triumph Vitesse (1937–1938)
Die Modelle Triumph Vitesse 14/60 und Triumph Vitesse 2-Litre wurden zwischen 1937 und 1938 vom britischen Autohersteller Triumph Motor Company gebaut.

## Geschichte
Die Bezeichnung Vitesse wurde von Triumph in zweifacher Weise genutzt: Einerseits für die hier beschriebenen Vitesse-Modelle 14/60 und 2-Litre, andererseits auch für die jeweils schnellere Motorvariante eines Fahrzeugtyps (z. B. Gloria Vitesse 6). 1962–1971 wurde die Bezeichnung Vitesse für eine neue Modellreihe wiederbelebt.
Eine genaue Herstellungszahl kann nicht genannt werden, da Triumph diese für die Modelle Dolomite und Vitesse nur in Summe angibt. 1937–1939 wurde insgesamt etwa 6200 Vitesse- und Dolomite-Modelle gebaut.
Zum Ende der Bauzeit 1938 sanken der Preise von ursprünglich £ 318 für den 14/60-Saloon auf £ 298 und für den 2-Litre-Saloon von £ 348 auf £ 338.

## Modelle

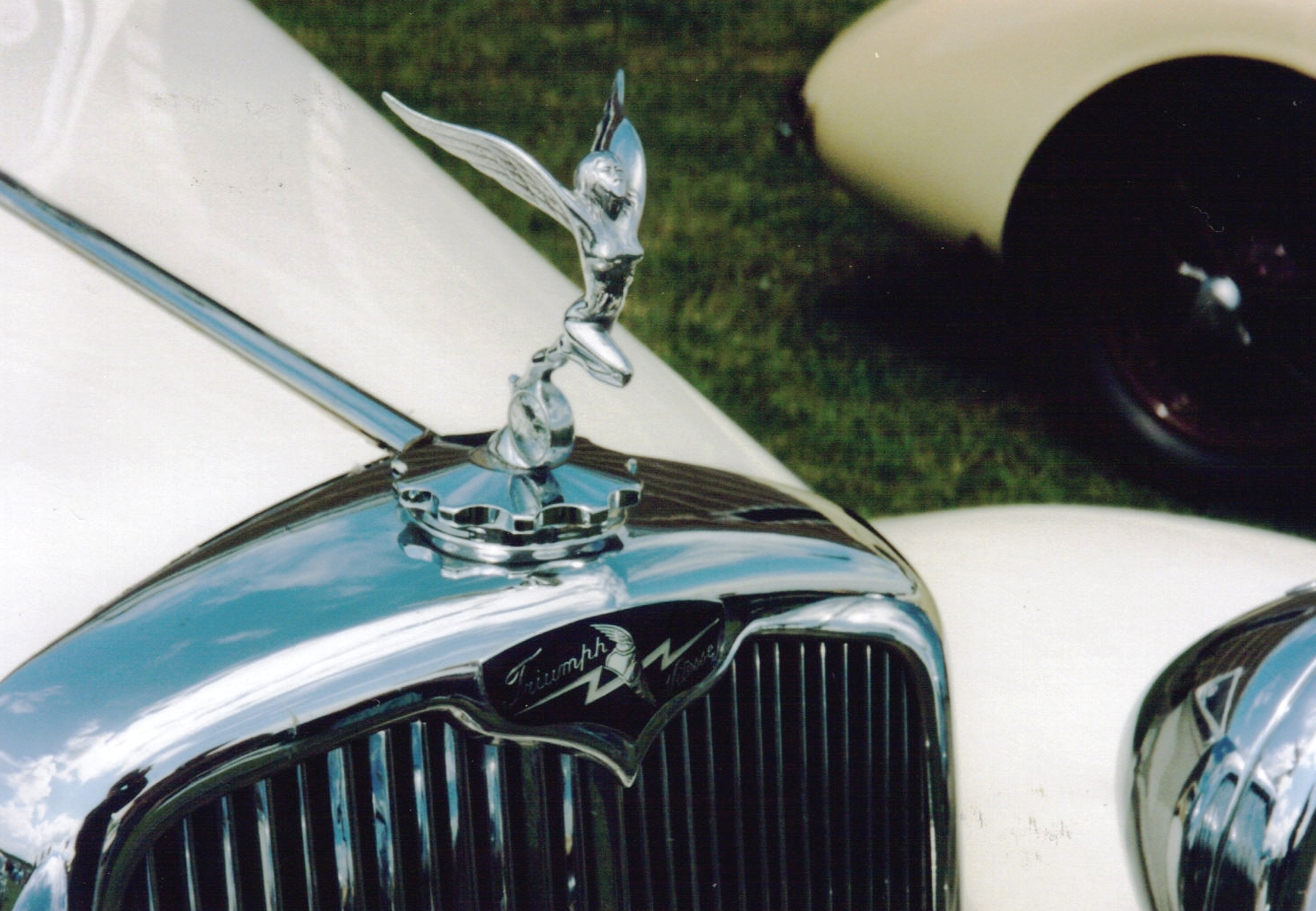
Vitesse Emblem und Kühlerfigur

Der Vitesse wurde von Triumph nur in der viertürigen Saloon-(Limousinen)-Variante angeboten. Die Karosserieform "Foresome Coupe" (zweitüriges Coupé mit vier Sitzplätzen) wurde vom Karosseriehersteller Avon hergestellt. Der Vitesse wog etwa 250 kg weniger als der Dolomite und war damit das schnellste Fahrzeug der Triumph-Palette. Trotzdem war dieses Modell im Vergleich zum Dolomite eher unterbewertet.
Walter Belgrove entwarf eine den Rolls-Royce nachempfundene Kühlerfigur. Sie ist auf den bis zum Frühjahr 1937 gefertigten Dolomite- und Vitesse-Modellen zu finden.
Die Innenausstattung entsprach dem damals üblichen Triumph-Standard mit Leder, Walnussholz-Armaturenbrett, Schiebedach und verstellbarer Lenksäule. Die Baureihe wurde während ihrer Produktionszeit kaum weiterentwickelt.

### Vitesse 14/60
Der Vitesse 14/60 hatte ein synchronisiertes Vierganggetriebe. Der Reihenvierzylindermotor mit 1767 cm³ Hubraum war mit zwei SU-Vergasern bestückt und leistete bei 4500 min−1 62 bhp (46 kW). Die Trommeln der vollhydraulischen Bremsanlage hatten 30 cm Durchmesser.

### Vitesse 2-Litre
Der Vitesse 2-Litre besaß einen Reihensechszylindermotor mit 1991 cm³ Hubraum und 2 SU-Vergasern. Er leistete 72 bhp (53 kW) bei 4500 min−1. Die technische Basis entsprach der des 14/60, jedoch war der Wagen um ca. 100 mm länger.

### Vitesse Flow Free

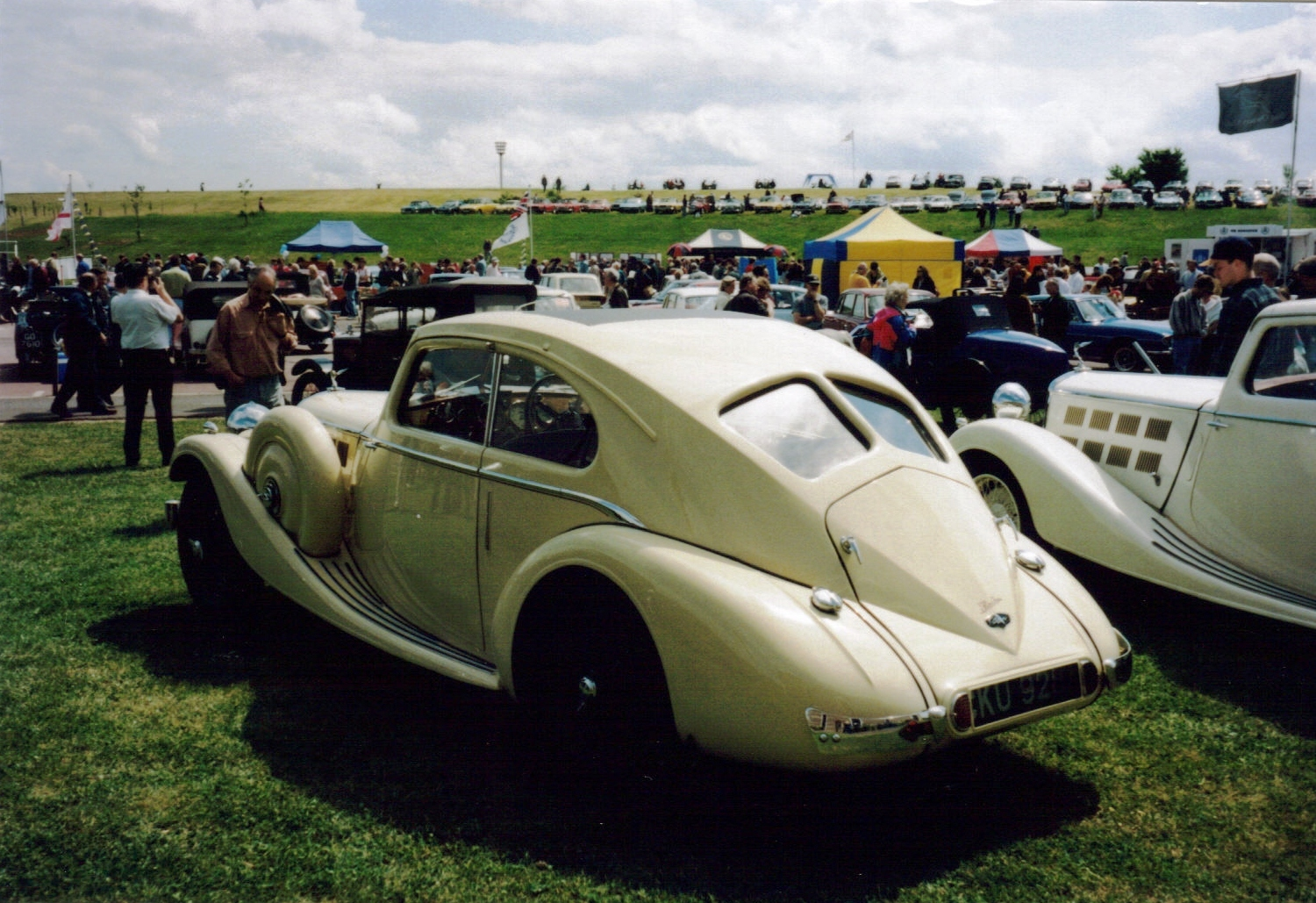
Triumph Vitesse "Flow Free"

Der Vitesse Flow Free war Triumphs Versuch mit einer Stromlinienkarosserie. Von den vermutlich sieben gebauten Exemplaren existiert nur noch ein Fahrzeug.